# Cardinal (Amtrak)
A Cardinal egy távolsági személyszállító vonat, amelyet az Amtrak üzemeltet a New York Penn Station és a Chicago Union Station között Philadelphián, Washingtonon, Charlottesville-en, Charlestonon, Huntingtonon, Cincinnatin és Indianapolison keresztül. A Capitol Limited és a Lake Shore Limited vonatokkal együtt ez az egyik a három vonat közül, amelyek az északkeleti országrészt és Chicagót kötik össze. A New York és Chicago közötti 1146 mérföldes (1844 km) út 27 óra 45 percet vesz igénybe.
A Cardinal hetente háromszor közlekedik oda-vissza, vasárnaponként, szerdánként és péntekenként indul New Yorkból, Chicagóból pedig keddenként, csütörtökönként és szombatonként. Mielőtt 2019-ben megszűnt volna, a Hoosier State a hét másik négy napján a Cardinal Indianapolis és Chicago közötti szakaszán nyújtott szolgáltatást.
A Cardinal utaslétszáma a 2023-as pénzügyi évben 82 705 fő volt, ami 3,0%-os növekedést jelent a 2022-es pénzügyi évhez képest, de körülbelül 25%-kal elmaradt a 2019-es pénzügyi évben a COVID-19 világjárvány előtti, körülbelül 109 000 fős utaslétszámától. A világjárványt megelőző két pénzügyi évben (2018-as és 2019-es pénzügyi év) az utasok száma 12,5%-kal nőtt. A 2020-as pénzügyi évben a Cardinal 7,1 millió amerikai dollár bevételt termelt 22,6 millió dolláros kiadás mellett - ez 31%-os bevétel-költség arányt jelent, ami a második legalacsonyabb az Amtrak-vonalak között.

## Forgalom
Az utasforgalom az elmúlt években az alábbi módon változott:
| Utasok száma | 218 956 | 108 935 | 82 705 |
|              | 2010    | 2019    | 2023   |